# Okres Vöcklabruck
Okres Vöcklabruck je okres v rakouské spolkové zemi Horní Rakousy, v oblasti Hausruckviertel. Má rozlohu 1084,26 km² a žije zde 129 800 obyvatel (k 1. 4. 2009). Sídlem okresu je město Vöcklabruck.

## Správní členění
Okres Vöcklabruck existuje od roku 1868 a člení se na tři soudní okresy: Vöcklabruck, Frankenmarkt a Mondsee. Okres se člení na 52 obcí, z toho 3 města a 13 městysů s následujícím počtem obyvatel.
Města
- Vöcklabruck (11 940)
- Attnang-Puchheim (8908)
- Schwanenstadt (4243)

Městysy
- Ampflwang im Hausruckwald (3494)
- Frankenburg am Hausruck (4885)
- Frankenmarkt (3535)
- Lenzing (5068)
- Mondsee (3304)
- Ottnang am Hausruck (3805)
- Regau (6077)
- Schörfling am Attersee (3202)
- Seewalchen am Attersee (5171)
- Sankt Georgen im Attergau (4169)
- Timelkam (5958)
- Vöcklamarkt (4728)
- Wolfsegg am Hausruck (2016)

Obce
- Attersee am Attersee (1572)
- Atzbach (1173)
- Aurach am Hongar (1568)
- Berg im Attergau (1005)
- Desselbrunn (1586)
- Fornach (916)
- Gampern (2613)
- Innerschwand am Mondsee (1072)
- Manning (818)
- Neukirchen an der Vöckla (2451)
- Niederthalheim (1035)
- Nußdorf am Attersee (1068)
- Oberhofen am Irrsee (1483)
- Oberndorf bei Schwanenstadt (1399)

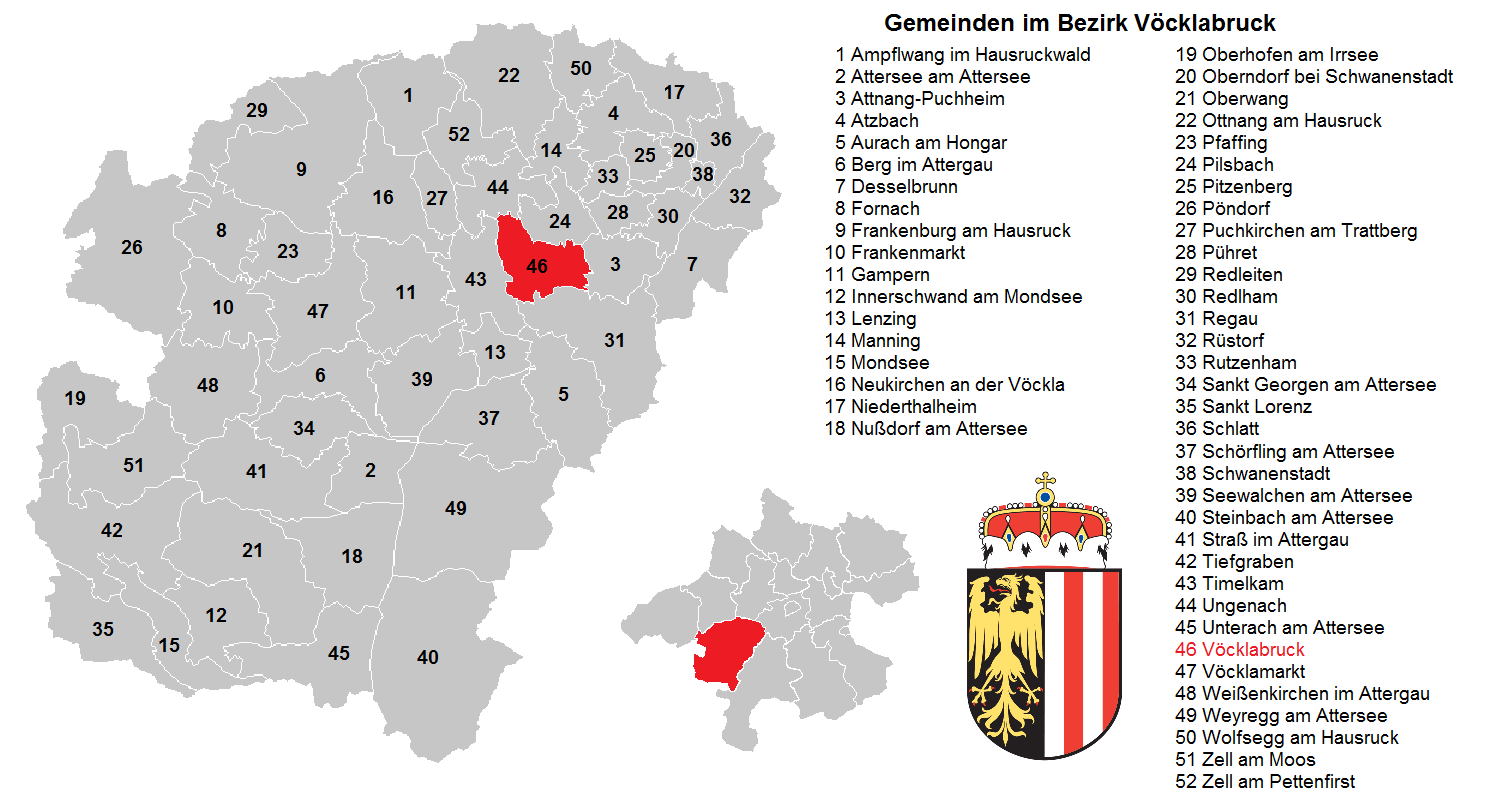
Obce v okrese Vöcklabruck

- Oberwang (1591)
- Pfaffing (1371)
- Pilsbach (648)
- Pitzenberg (506)
- Pöndorf (2275)
- Puchkirchen am Trattberg (964)
- Pühret (594)
- Redleiten (488)
- Redlham (1447)
- Rüstorf (1943)
- Rutzenham (249)
- Schlatt (1351)
- Sankt Lorenz (2218)
- Steinbach am Attersee (856)
- Straß im Attergau (1479)
- Tiefgraben (3586)
- Ungenach (1410)
- Unterach am Attersee (1440)
- Weißenkirchen im Attergau (937)
- Weyregg am Attersee (1486)
- Zell am Moos (1523)
- Zell am Pettenfirst (1176)